# Pteridrys syrmatica
Pteridrys syrmatica är en ormbunkeart som först beskrevs av Carl Ludwig Willdenow, och fick sitt nu gällande namn av Carl Frederik Albert Christensen och Ching. Pteridrys syrmatica ingår i släktet Pteridrys och familjen Tectariaceae. Inga underarter finns listade.